# 长陔乡
长陔乡，是中华人民共和国安徽省黄山市歙县下辖的一个乡镇级行政单位。

## 行政区划
长陔乡下辖以下地区：
长陔村、石门坑村、南源村、韶坑村和长标村。

## 文物保护
长陔乡拥有1处安徽省文物保护单位：徐氏宗祠（第八批省保，8-143），古建筑，清，长陔乡韶坑村